# CR-Baureihe QJ
Die Baureihe QJ ist mit fast 5000 zwischen 1956 und 1988 gefertigten Exemplaren die meistgebaute Dampflokomotivbauart in China.

## Technische Daten
Die Leistung dieser 1’E1’-Maschinen liegt zwischen 3000 und 3500 PS. Mit ihren Kesseln können jedoch auch kurzzeitig 4000 PS Leistung erreicht werden. Alle Maschinen waren für Normalspur ausgelegt.
Wie für die Vorgängerbauart LW existierten für die QJ zwei Tenderbauarten. Neun der 42 Prototypen mit den Nummern: QJ 0004/5, 1001/2/3, 1501, 2001/2/3 wurden schon in den 1950er Jahren mit sechsachsigen Tendern in Dienst gestellt.
Die meisten bis 1980 gefertigten Lokomotiven wurden mit vierachsigen Tendern gekuppelt, die 14,5 bis 15 Tonnen Kohle und 35 bis 39,5 m³ Wasser fassten. Zu den wenigen Ausnahmen gehörte die QJ 1887, die einen Sechsachser bekommen hatte.
Erst ab der zweiten Serie von QJ 6001 bis QJ 7207 wurden auch wieder einige Lokomotiven mit sechsachsigen Tendern geliefert. Zum Jahreswechsel 1968/69 gab es 80 Lokomotiven der Baureihe QJ mit sechsachsigen Tendern.
Fast alle ab 1981 gebauten Maschinen wurden mit sechsachsigen Tendern gekuppelt, die 21,5 bis 22 t Kohle und 50 m³ Wasser fassten. Ab 1982 wurden dann alle gelieferten Loks ab Werk mit Sechsachsern geliefert. Beide Tendervarianten hatten eine Stokereinrichtung mit Förderschnecke, um den Brennstoff weniger aufwendig in die große Feuerbüchse befördern zu können.
Die Höchstgeschwindigkeit dieser schweren Güterzuglokomotiven lag bei 80 km/h, die Zugmassen zwischen 2300 und 3000 Tonnen. Die Führerstände der Lokomotiven waren für den Linksverkehr eingerichtet. Die Treib- und Kuppelradsätze erhielten Boxpok-Räder, die Achs- und Stangenlager waren Gleitlager. Die Schleppachse war in einem Delta-Schleppgestell mit gefedertem Rahmen gelagert.
Die QJ ist die größte Dampflokomotivbauart, die in China beschafft wurden. Einige Maschinen erhielten Oblong-Ejektoren mit Mischvorwärmer. Dazu gehörte die QJ 6191. Eine richtige Versuchslokomotive war die QJ2 0001. Alle Lokomotiven dieser Reihe wurden mit Mischvorwärmern ausgerüstet.
Ursprünglich wurde die Baureihe QJ als HP und die FD als FX bezeichnet. Beide bekamen ihre neuen Bezeichnungen im Jahr 1971.
Wegen ihres Aussehens kann mal die Reihe QJ als verlängerte Version der Mikado-Baureihe JS bezeichnen, die im gleichen Zeitraum von 1957 bis 1988 gebaut wurde. Beide Baureihen wurden zeitgleich in Datong produziert und entstanden in Zusammenarbeit zwischen China und der Sowjetunion.

## Geschichte

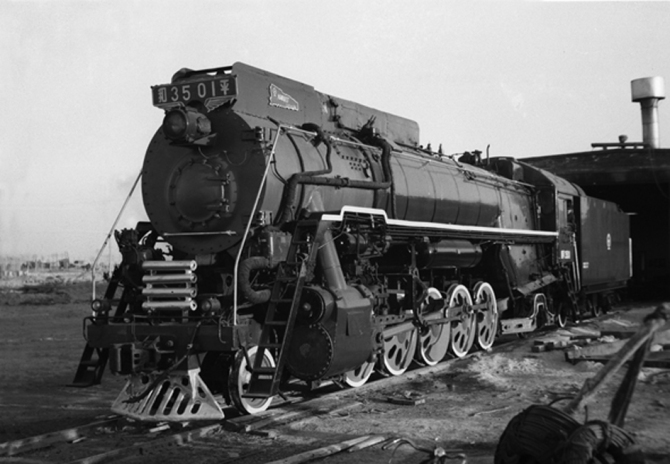

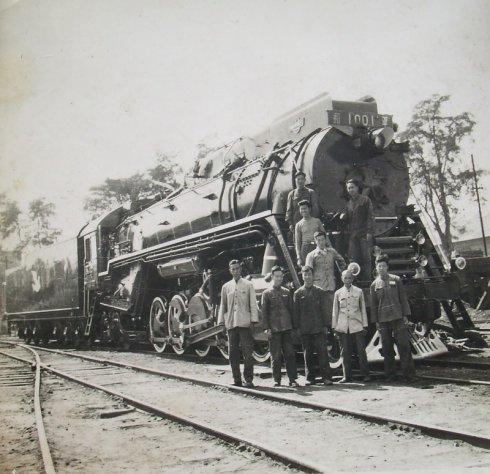

Die Konstruktion und das Design der QJ basiert auf der sowjetischen Dampflokbaureihe FD und deren Weiterentwicklung LW. Produktionsbeginn war das Jahr 1956, wo gleichzeitig in der Sowjetunion die letzten Maschinen der Reihe LW hergestellt wurden. Die Baureihe QJ, die ursprünglich als HP bezeichnet wurde, stellt eine neue Weiterentwicklung beider russischen Baureihen dar.
Von 1956 bis 1960 bauten die sechs chinesischen Dampflokfabriken Dalian, Tangshan, Shenyang, Mudanjiang, Changchun und Datong mithilfe sowjetischer Konstrukteure und Techniker 42 QJ-Prototypen. Der erste Prototyp, die HP 0001, verließ am 18. September 1956 das Werk Dalian. Im Grunde war sie eine vergrößerte LW, da die LW gegenüber den 21 Tonnen Achslast der QJ nur 18 Tonnen aufbringen konnte. Die QJ war eine neue ФД 21. Auch in der UdSSR sollte mit der Baureihe ОР21 eine neue Version der LW mit größerem Kessel und einer entsprechend höheren Achslast von 21 Tonnen in Dienst gestellt werden. Insgesamt sollten 3000 Exemplare der Baureihe LW gefertigt werden. Doch infolge des Strukturwandels wurden nur 522 LW und drei Prototypen der neuen Baureihe OP21 geliefert.
In China konnte die Dampflokproduktion fortgesetzt werden. Allein die Lokomotivfabrik Datong lieferte ab 1959 18 Prototypen der Baureihe QJ, deren erste QJ 3501 die erste in Datong gebaute Dampflokomotive darstellte. Da sich der Serienbau der QJ bis 1964 verzögerte, importierte China von 1958 bis 1960 1054 gekaufte Lokomotiven der sowjetischen Baureihe FD, die bis 1985 in China eingesetzt wurden, da sie in Russland aufgrund des Strukturwandels schon Ende der 1960er Jahre überflüssig geworden waren. Von 1964 bis 1988 wurden schließlich 4672 Serienlokomotiven in Datong hergestellt, sodass der Gesamtbestand nun 4714 Einheiten umfasste. Diese Stückzahl ermöglichte erst eine Ausweitung des chinesischen Eisenbahnnetzes ab 1966 von 22 000 auf 55 000 Kilometer Strecke bis 1988. Manche Quellen geben jedoch auch eine Stückzahl von über 5000 Exemplaren an. Die höchste Angabe liegt bei 5048 Lokomotiven. Bis zur Einführung neuer Diesellokomotiven wie der DF4 bildeten die QJ das Rückgrat des chinesischen Güterverkehrs, sie waren auf allen Hauptstrecken vorherrschend. Vereinzelt kamen sie auch im Personenverkehr zum Einsatz, zum Beispiel auf der Jitongbahn oder auf den Strecken zwischen Peking und Nanking. Nach Ablieferung der letzten Lokomotive neigte sich die Ära der QJ aber recht schnell ihrem Ende zu. Von 1988 bis zum Sommer 2003 wurden alle Lokomotiven aus dem Dienst auf Hauptstrecken verdrängt und ausgemustert. Zum Jahreswechsel 1997/98 waren noch 1893 Maschinen im Betrieb. Im Jahr 2003 war ihr letztes Einsatzgebiet bei der Staatsbahn der Rangierdienst, der bis zum Sommer andauerte. Ein paar Maschinen überlebten bis Sommer 2003 im Streckendienst der Bahnstrecke Wuhai–Jilantai. Nach dem Ende der QJ bei der chinesischen Staatsbahn und bei der Jitongbahn konnten sich einige Exemplare bis 2016 bei Industriebahnen halten. Die Versuchslokomotive QJ2 0001 wurde 1992 mit der neuen Betriebsnummer QJ 7291 an eine Industriebahn verkauft.
Grundsätzlich gingen alle drei Baureihen auf die zehn Versuchslokomotiven der Baureihe T zurück, die 1930 an die Sowjetunion geliefert worden sind und auf deren Konstruktion die FD entwickelt wurde, die ab 1931 in Serie ging. So wurden die asiatischen 1’E1’-Dampflokomotiven über einen Zeitraum von 57 Jahren gebaut und waren 75 Jahre im Dienst. Ein Hauptgrund für die Verzögerung des Serienbaus der QJ war die Tatsache, dass die Dampflokomotivfabriken Chinas auf die Produktion der Pazifiks der Baureihen SL und RM und der Mikados der Baureihen JF und JS konzentriert waren.
Deshalb gab es 1960 erst 42 Prototypen. Die Prototypen hatten je nach Werk andere Nummernsysteme: Dalian QJ 0001–0005, Tangshan QJ 1001–1008, Shenyang QJ 1501–1506, Mudanjiang QJ 2001–2003, Changchun 3001–3002 und Datong QJ 3501–3518. Mit der QJ 101 wurde im Jahr 1964 die erste Serienlokomotive in Dienst gestellt. Ein richtiger QJ-Sammelplatz war das Bahnbetriebswerk Harbin aus dem Jahr 1899, wo im Januar 1988 90 Exemplare stationiert waren. Mit der Baureihe QJ ging hier der Dampflokomotivbetrieb im Jahr 1999 nach rund hundert Jahren zu Ende. Zu den letzten QJ, die das Bahnbetriebswerk Harbin anfuhren, gehörte 1999 die QJ 3450. Aber auch in den etwa hundert Dampflokomotiven umfassenden Beständen der Bahnbetriebswerke Changchun und Shenyang gehörte ein Anteil zur Baureihe QJ.

## Einsatz auf der Jitongbahn

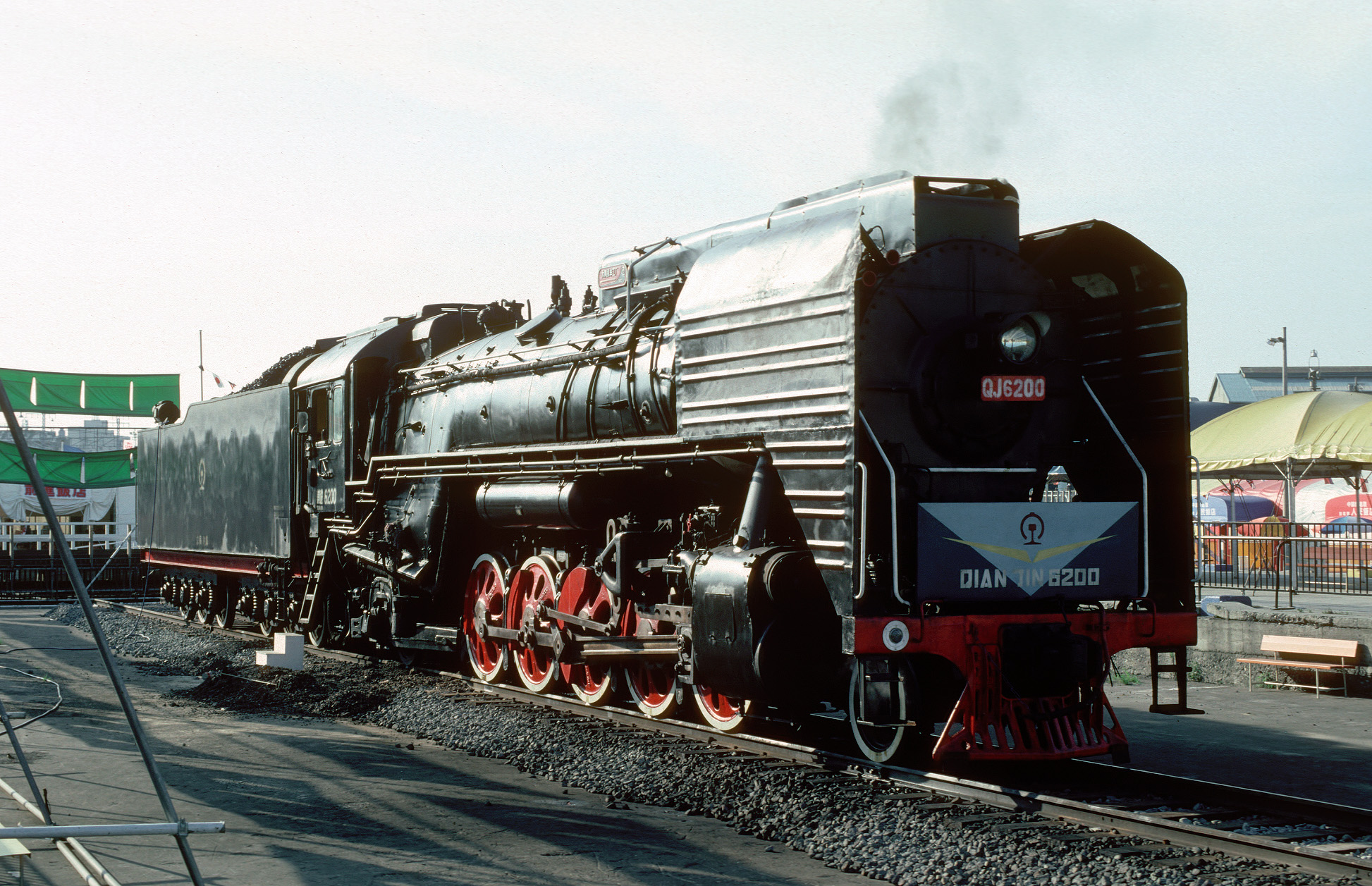

Das letzte große Einsatzgebiet der Baureihe QJ war von Dezember 1995 bis März 2006 die 943 Kilometer lange, eigenständig betriebene Jitongbahn in der inneren Mongolei. Da die chinesische Staatsbahn zu diesem Zeitpunkt einen Dampflokomotivüberschuss zu verzeichnen hatte, konnte die Jitongbahn 130 QJ-Lokomotiven gebraucht kaufen. Diese Lokomotiven waren erst in den 1980er Jahren gebaut und mit sechsachsigen Tendern gekuppelt worden. Der dortige Betrieb wurde bis zum Beginn der Verdieselung im Jahr 2004 ausschließlich mit Dampflokomotiven durchgeführt. Am 24. November 2005 waren nur noch die acht Lokomotiven QJ 6988, 6998, 7038, 7081, 7104, 7119, 7159 und 7163 im Einsatz.

## QJ 2655
Die in Datong gebaute QJ 2655 wurde 1978 in Betrieb genommen und 1994 nach gerade 16 Jahren Dienstzeit ausgemustert. 1994 veranstaltete das Schweizer Verkehrshaus Luzern eine Ausstellung über China mit dem Thema „Die Wiege des Wissens“ und bekam dafür von der chinesischen Staatsbahn die Lokomotive QJ 2655 geschenkt. Wegen des geringeren Rückflächenabstandes in China war die Überführung auf eigenen Radsätzen auf SBB-Gleisen von den Basler Rheinhäfen nach Luzern nicht möglich. Deshalb wurde die Lokomotive liegend auf den Autobahn zum Verkehrshaus gebracht.
Wegen Platzmangels gab das Verkehrshaus die QJ an das Technikmuseum Speyer ab, wo sie seither ausgestellt ist.

## Museumslokomotiven
Zwei der letzten QJ-Lokomotiven der Jitongbahn mit den Nummern 7081 und 6988 wurden 2006 in die USA an die Iowa Interstate Railroad verkauft, wo sie lange als betriebsfähige Museumsloks eingesetzt wurden. Bis Februar 2006 waren sie in Daban stationiert und im Einsatz. Auch die Jitongbahn-Lok Nummer 7040 wurde als Denkmal nach Nordamerika überführt.
Nach dem Ende des Dampflokomotivbetriebes auf der Jitongbahn wurden im Bahnbetriebswerk Daban zehn QJ gemeinsam als großes Dampflokomotivdenkmal aufgestellt. Zu den zehn ausgestellten Lokomotiven gehören die Nummern 7105, 7030, 7049, 6580 und 6301. Als weiteres Denkmal im Bahnbetriebswerk Daban ist die QJ 6911 ausgestellt. Als zwölfte verbliebene QJ der Jitongbahn steht die Lokomotive QJ 6020 im Bahnbetriebswerk von Jining.
Sieben weitere QJ sind als Museumslokomotiven oder Denkmäler verteilt auf Shenyang, Tangshan und das chinesische Eisenbahnmuseum in China erhalten geblieben.
Die QJ 6200 steht als Denkmal in Japan.

## Filme
- China – Land der 10.000 Dampfloks
- Stars der Schiene, Folge 45, Baureihe QJ